# Die Fahrt ins Feuer
Die Fahrt ins Feuer ist ein US-amerikanischer Kriegsfilm aus dem Jahr 1928. Das Drehbuch basiert auf einer Erzählung von Frances Marion.

## Handlung
Im unter deutscher Besatzung stehenden Elsass kurz vor Ausbruch des Ersten Weltkrieges. Marie Ducrot ist eine junge hübsche Bäuerin, die sich in den Grafen Karl von Hagen, einem deutschen Armeeoffizier, verliebt. Marie wird gesehen, als sie von Hagen in seinem Quartier aufsucht. Die unter der Besatzung leidenden Menschen sehen in Marie eine Verräterin und greifen sie tätlich an. Marie verschwindet und wird für tot gehalten. Doch sie hat sich in ein Kloster geflüchtet, in dem sie als Novizin aufgenommen wird.
Der Krieg bricht aus. Von Hagen wird bei Kämpfen in der Nähe des Klosters verwundet. Marie pflegt ihn gesund. Von Hagen will, dass sie mit ihm nach Deutschland geht. Der französische Leutnant Le Bête hilft den beiden, die deutschen Linien zu erreichen. Das Paar gelangt in Sicherheit, doch Le Bête wird durch die Kugel eines Scharfschützen getötet.

## Kritik
Mordaunt Hall von der New York Times beschrieb den Film als rührselig, extravagant und in seltsamer Weise zufällig in seinen dramatischen Passagen. Dennoch sei er unterhaltsam.

## Auszeichnungen
Bei der zweiten Oscarverleihung 1930 wurde William Cameron Menzies für den Oscar in der Kategorie Bestes Szenenbild nominiert.

## Hintergrund
Die Uraufführung fand am 17. November 1928 statt. In Deutschland erschien er 1929 in einer stummen Fassung, ein Jahr später dann als Tonfilm.
Das Budget des Films wird auf 762.000 US-Dollar geschätzt.
Der im Film gespielte Song Marie wurde von Irving Berlin komponiert.